# Uloborus modestus
Uloborus modestus es una especie de araña araneomorfa del género Uloborus, familia Uloboridae. Fue descrita científicamente por Thorell en 1891.
Habita en islas Nicobar.